# Zabłocie (Kotłówka)
Zabłocie – przysiółek wsi Kotłówka w Polsce położony w województwie podlaskim, w powiecie hajnowskim, w gminie Narew.
W latach 1975−1998 przysiółek administracyjnie należał do województwa białostockiego.
Był wsią królewską wójtostwa narewskiego w ziemi bielskiej województwa podlaskiego w 1795 roku. 
Prawosławni mieszkańcy wsi przynależą do parafii św. Ewangelisty Łukasza w Tyniewiczach Dużych, a wierni kościoła rzymskokatolickiego do parafii pw. Wniebowzięcia Najświętszej Maryi Panny i św. Stanisława Biskupa i Męczennika w Narwi.